# 대이집트 박물관

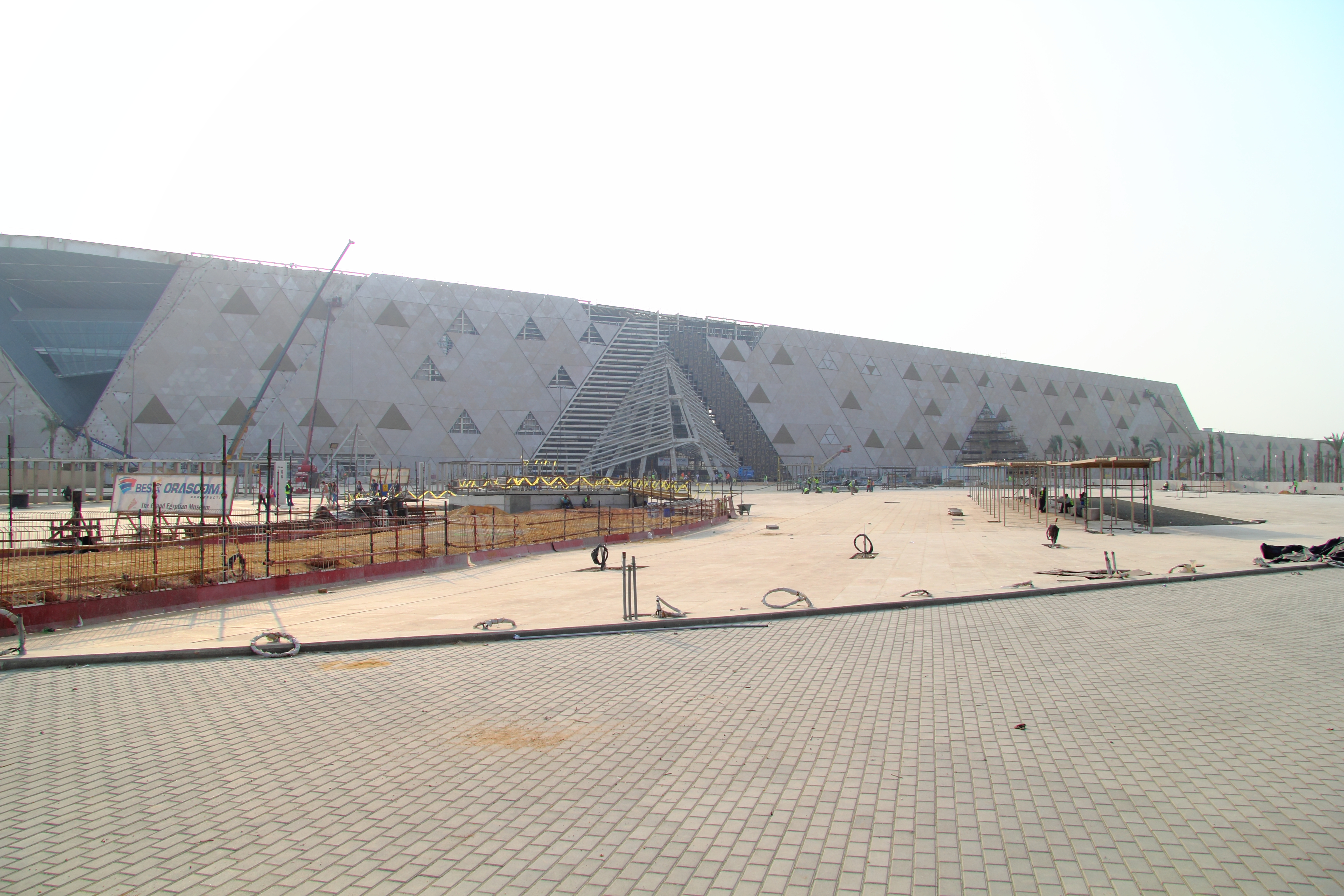

대이집트 박물관, 이집트 대박물관, 그랜드 이집트 박물관(Grand Egyptian Museum, GEM, 아랍어: المتحب المصرى الكبير al-Matḥaf al-Maṣriyy al-Kabīr)은 기자 박물관(Giza Museum)으로도 알려져 있으며 이집트 기자 (이집트)에 건설 중인 고고학 박물관으로 기자의 피라미드 단지에서 약 2km 떨어져 있다. 박물관은 투탕카멘 전체 컬렉션을 포함해 고대 이집트 문명의 유물 100,000점 이상을 소장할 예정이며, 많은 작품이 처음으로 전시될 예정이다. 81,000m2(872,000평방피트)의 바닥 공간을 갖춘 이 박물관은 세계 최대의 고고학 박물관이 될 것이다. 이는 "기자 2030"으로 알려진 기자 고원의 새로운 마스터 플랜의 일환으로 건설되고 있다.
GEM은 또한 총 바닥 면적이 32,000m2에 달하는 상설 전시 갤러리, 임시 전시, 특별 전시, 어린이 박물관, 가상 및 대형 스크린을 개최할 예정이다.
박물관은 벨기에 BESIX 그룹과 이집트 오라스컴 컨스트럭션(Orascom Construction)의 합작 투자로 건설되었다.
당초 완공 예정일은 2013년이었고, 과거 개통일 추정치는 다양했다. 2024년 10월 16일 현재 그랜드 홀, 그랜드 계단, 상업 지역, 12개 공공 갤러리 및 외부 정원은 투어용으로 개방되어 있지만 투탕카멘 갤러리와 태양열 보트 박물관은 아직 대중에게 공개되지 않는다.

## 같이 보기
- 이집트 박물관